# Municipio de Little River (condado de Wake)
El municipio de Little River (en inglés: Little River Township) es un municipio ubicado en el  condado de Wake en el estado estadounidense de Carolina del Norte. En el año 2010 tenía una población de 12.528 habitantes.

## Geografía
El municipio de Little River se encuentra ubicado en las coordenadas 35°50′38.55″N 78°19′29.99″O / 35.8440417, -78.3249972.